# Mészáros Ervin
Mészáros Ervin (Budapest, 1877. április 2. – Budapest, 1940. május 21.) olimpiai bajnok magyar vívó.

## Sportpályafutása
1894-től 1927-ig a Magyar AC vívója volt. Kard- és tőrvívásban egyaránt versenyzett, de nemzetközi szintű eredményeit kardvívásban érte el. Tizenkilenc évesen megnyerte a Budapesten, 1896-ban rendezett millenniumi kardversenyt.  Az 1904-es és 1908-as olimpián nem indulhatott, mert a bécsi hadügyminisztérium a monarchia tisztjeit nem engedte magyar színekben versenyezni. 1912-től 1926-ig szerepelt a magyar vívóválogatottban. Az 1912. évi nyári olimpiai játékokon, Stockholmban tagja volt a Berty László, Földes Dezső, Fuchs Jenő, Gerde Oszkár, Mészáros Ervin, Schenker Zoltán, Tóth Péter, Werkner Lajos összeállítású, olimpiai bajnokságot nyert magyar kardcsapatnak. Az olimpia kard egyéni versenyén – Fuchs Jenő és Békessy Béla mögött – a bronzérmet szerezte meg. 1925-ben az ostendei Európa-bajnokságon negyedik helyezést ért el.
Sportpályafutása közben a budapesti egyetemen jogot hallgatott, majd egy honvédtiszti tanfolyam elvégzése után a Magyar Királyi Honvédségnél szolgált. Legmagasabb rangja honvéd százados volt. A Magyar Vívószövetség tiszteletbeli elnökségi tagja volt.
Testvére Mészáros Lóránt vívó volt.

## Sporteredményei
- kardvívásban:
  - olimpiai bajnok (csapat: 1912)
  - olimpiai 3. helyezett (egyéni: 1912)
  - Európa-bajnoki 4. helyezett (egyéni: 1925)
  - Magyar bajnokság: 9. (1921), 4. (1925)
- tőrvívásban:
  - négyszeres magyar bajnok (1900, 1902, 1903, 1904)